# 狂女フアナ
『狂女フアナ』（きょうじょフアナ、スペイン語：Doña Juana la Loca）は、スペインの画家フランシスコ・プラディーリャによる1877年の油彩キャンバス画である。現在、マドリードにあるプラド美術館に所蔵されている。

## 概要
絵画はローマで制作され、スペインに送られた。非常な成功を収めたので、オリジナルの複製が最終的に多数作られた。この絵は、スペインの歴史画ジャンルの注目すべき例である。 1878年の全国美術博覧会（スペイン語：Exposición Nacional de Bellas Artes）で名誉勲章を獲得したほか、1878年のパリ万国博覧会やベルリンの万国博覧会でも成功を収めた。
作品の中で、プラディーリャは、カスティーリャのフアナが死んだ夫カスティーリャのフェリペ1世の棺を見守っているところを表している。フアナは、痩せた顔に空虚な表情を浮かべ、両手を握りしめて直立している。彼女の周りには、廷臣たちがさまざまな表情で集まっている。カスティーリャのフェリペ1世は腸チフスで突然亡くなり、いつの日か眠りから覚めるとフアナは信じて、棺桶を持ち歩いていたと言われている。これは、フアナにとっての普通の儀式を表しており、廷臣の顔はすべて退屈さと倦怠感を湛えている。不穏な天候は、居心地の悪いこの場の空気を鑑賞者に伝えている。
照明の効果は、レンブラントを彷彿とさせるものとして解説されてきた。しかしながら、おそらく本作について最も称賛され、専門家を最も感動させるのは構図の技術である。精神に錯乱を来しているフアナは、棺から奥へ続く右方向の対角線と、焚火の煙によって示される左方向の対角線が作るX字型の中央に配置されており、ドラマの中心人物として際立っている。